# Dactylobiotus octavi
Dactylobiotus octavi är en djurart som tillhör fylumet trögkrypare, och som beskrevs av Guidetti, Altiero och Hansen 2006. Dactylobiotus octavi ingår i släktet Dactylobiotus och familjen Macrobiotidae. Inga underarter finns listade i Catalogue of Life.